# Othinosmia calviniae
Othinosmia calviniae är en biart som först beskrevs av Cockerell 1932.  Othinosmia calviniae ingår i släktet Othinosmia och familjen buksamlarbin. Inga underarter finns listade i Catalogue of Life.